# Postawa ciała (psychologia)
Przez postawę ciała rozumie się odruchowy sposób utrzymywania ciała w pozycji stojącej. Pod pojęciem tym kryje się także jeden z ważnych typów informacji z zakresu komunikacji niewerbalnej. Artykuł dotyczy drugiego rozumienia tego terminu i w tym sensie postawa ciała oznacza:
- to, jak ciało jest ustawione w relacji do innej osoby, czy grupy osób (na przykład postawa pochylona, postawa stojąca, siedząca itp.) oraz jak są ustawione względem siebie różne części ciała (np. noga nałożona na nogę, ręka w kieszeni itp.)
- budowę ciała, czyli to jak ciało wygląda (np. czy jest duże, ma szerokie plecy, słabe nogi, dużą głowę itp.)

## Komunikaty wyrażane postawą ciała
Przedstawiciele różnych gatunków zwierząt, zwłaszcza zwierząt społecznych, muszą wymieniać między sobą informacje i komunikaty. Komunikacja niewerbalna rozwinęła się u ludzi wcześniej niż komunikacja werbalna. U ludzi jednym ze sposobów komunikowania np. swojej pozycji w hierarchii grupy lub nastawienia do innych jest właśnie przybieranie odpowiedniej postawy (obok mimiki, dystansów personalnych, gestów i ruchów ciała).
Postawa ciała niesie informacje o:
- postawach interpersonalnych – np. lubię – nie lubię, unikam itp. Także zwierzęta komunikują w ten sposób postawy wobec innego osobnika
- cechach osobowości – np. pewność siebie, submisywność, otwartość, potrzeby
- pozycji społecznej – pochodzenie społeczne, pozycja w hierarchii społecznej (zwłaszcza jeśli jest analizowana w kontekście postaw ciała rozmówców)
- aktualnych stanach emocjonalnych – lęk, poczucie bezpieczeństwa, rozluźnienie, napięcie
- fiksacjach libidalnych i frustracjach rozwojowych, czyli cechach charakteru, urazach psychicznych (traumach) itp.
- cechach temperamentu – według teorii Hipokratesa, Kretschmera, Scheldona.

## Analiza postawy ciała
Postawa ciała informuje zarówno o trwałych cechach osoby (charakterze, temperamencie itp.), jak i o jej aktualnych stanach wewnętrznych (emocjach, wzbudzonych postawach itd.). W związku z tym postawę ciała rozważać można w kontekście danej sytuacji, jak i niezależnie od niej.
Należy jednak zaznaczyć, że ludzie przybierają pewne postawy ciała w sposób nawykowy. Choć w chwili wytwarzania nawyku zwykle postawa ciała jest odzwierciedleniem stanów wewnętrznych, to jako nawyk może tracić funkcję wywoływania bądź tłumienia odpowiednich doznań i przeżyć.
W trakcie analizowania postawy ciała, a także innych komunikatów niewerbalnych, łatwo jest popełnić podstawowy błąd atrybucji – czyli ulec złudzeniu, że postawa informuje o trwałych cechach wewnętrznych człowieka, a nie jego reakcjach wywołanych przez czynniki sytuacyjne.

### Zmieniające się stany i nawykowe postawy ciała

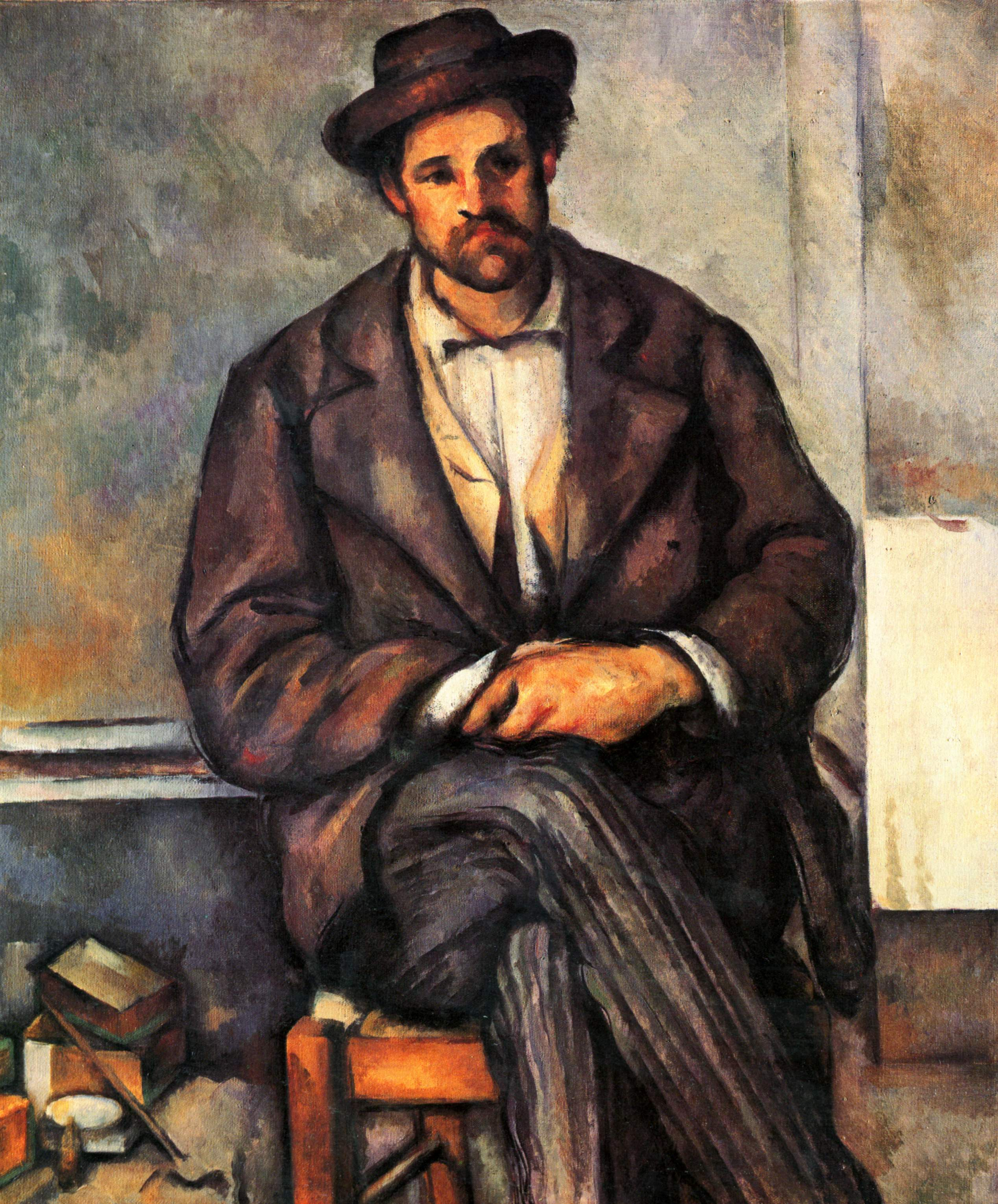
Paul Cézanne. Do idealnie zamkniętej postawy brakuje tylko zapiętego pod szyję płaszcza i lekko opuszczonej brody

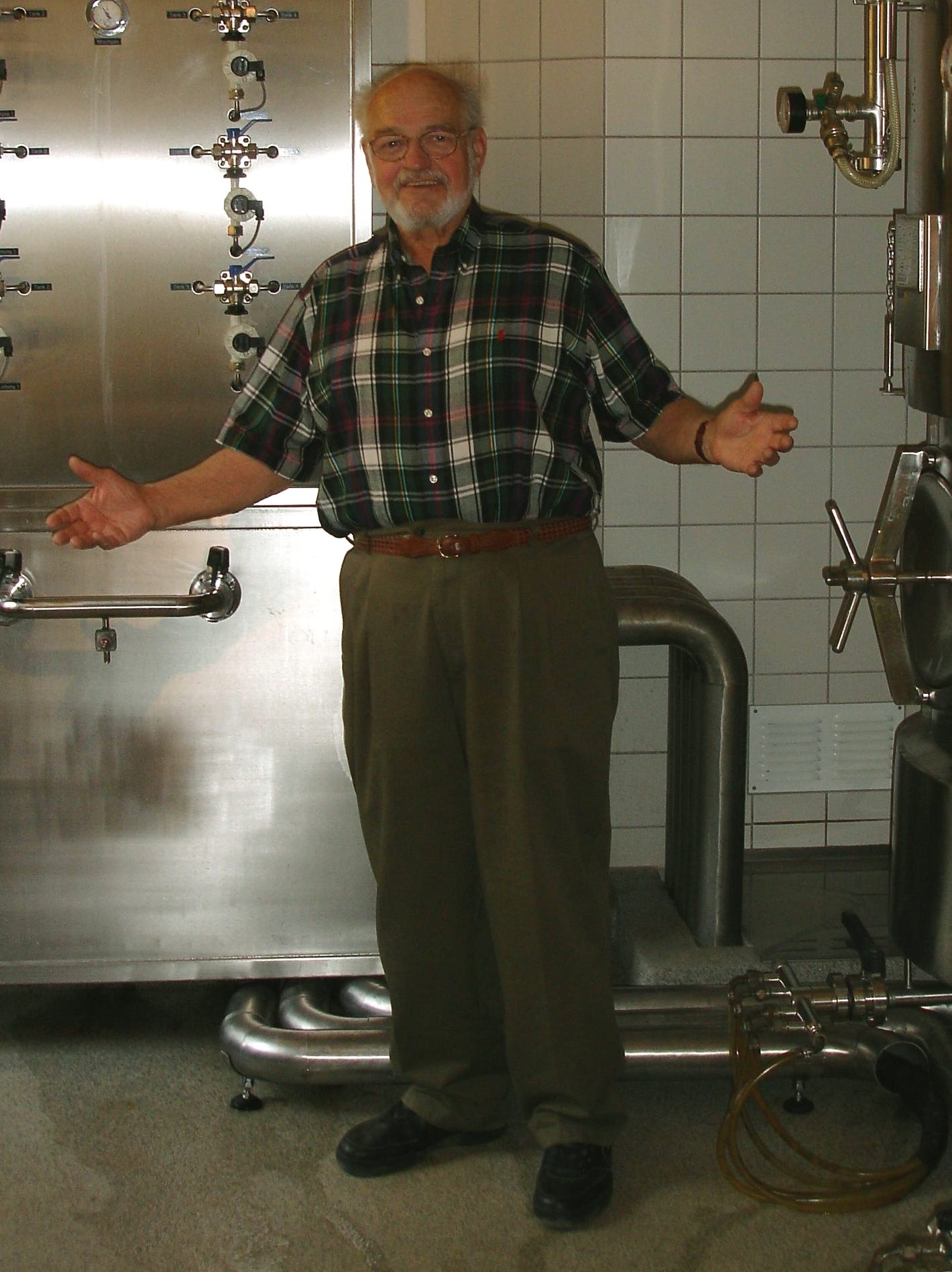
Otwarta postawa ciała. Rozłożone ręce, widoczne wnętrze dłoni, koszula rozpięta pod szyją, stopa wysunięta w kierunku patrzącego. Obraz otwartości i przyjaznego nastawienia

Postawa ciała jako informacja o aktualnym stanie wewnętrznym powinna być analizowana w kontekście innych komunikatów zarówno werbalnych jak i niewerbalnych a także norm kulturowych i społecznych, które obowiązują w danej sytuacji.
To samo ułożenie ciała może w różnych kontekstach nieść inne informacje. Ustalono na przykład, że im większe jest zniewolenie danej grupy społecznej, tym silniejsza skłonność jej członków do wyrażania uprzejmości.

#### Otwarta i zamknięta postawa ciała
Aktorzy i badacze wyróżniają te dwie opozycyjne postawy. Ludzie o otwartej postawie postrzegani są jako przyjaźni i pozytywnie nastawieni, tworzący wokół siebie poczucie bezpieczeństwa. Ludzie o zamkniętej postawie ciała sprawiają wrażenie zdystansowanych, niezainteresowanych kontaktem, nieprzyjaznych.
- Zamknięta postawa ciała to taka, w której części ciała najbardziej podatne na uraz są zasłaniane. Te części ciała to: gardło, brzuch i genitalia. Łatwo je uszkodzić, a uszkodzenie może mieć śmiertelne konsekwencje. Uszkodzenie genitaliów uniemożliwia przekazanie własnych genów przyszłym pokoleniom i jest równoznaczne ze śmiercią z "punktu widzenia genu"[3] (zobacz też: teoria dopasowania łącznego i William Donald Hamilton). Dlatego zarówno ludzie jak i zwierzęta starają się chronić te podatne na zranienie części. Pies np. podkula ogon, opuszcza głowę. U ludzi występują podobne zachowania: osłanianie szyi poprzez opuszczenie lub podpieranie brody, pochylenie głowy, splatanie ramion na piersiach lub brzuchu, zasłanianie splecionymi dłońmi genitaliów ("postawa dostojnika sowieckiego"), krzyżowanie nóg. Także ubiór może zamykać postawę: zapięty garnitur, golf, torebka lub teczka trzymana przed sobą itp.
- Otwarta postawa ciała to taka, w której odsłonięte są: genitalia, brzuch i szyja (zobacz zdjęcie obok). Otwarty charakter nadaje ciału podniesiona głowa, rozpięta marynarka, koszula rozpięta pod szyją, rozluźniony krawat, torebka na ramieniu lub w dłoni, lekko wysunięte biodra, które są także sygnałem seksualnym.

Ważnym elementem zamykającym lub otwierającym pozycję ciała są dłonie. Pokazywanie wnętrza dłoni odczytywane jest jako otwartość, przyjazność, chęć kontaktu, zwłaszcza jeśli dłoń jest rozluźniona – czyli palce lekko stykają się ze sobą. Pokazywanie wierzchu dłoni, zaciskanie ich, chowanie kciuka jest sygnałem zamknięcia (zobacz też: gesty i ruchy ciała).
Dłonie splecione za plecami po części zamykają postawę ciała, mimo że jego przód jest odsłonięty. Wywołują bowiem u rozmówcy wrażenie ukrywania czegoś. Dłonie są także najczęściej dotykaną strefą ciała, a ich "schowanie" może być odczytywane jako opór przed bliższym kontaktem.
Zamknięta i otwarta pozycja ciała dotyczy także siedzenia. Zakładanie nogi na nogę, zaciskanie nóg, krzyżowanie ramion to zamykanie ciała. Lekkie pochylenie do przodu, wysunięcie głowy, pokazywanie wnętrza dłoni otwiera pozycję.

#### Postawy interpersonalne

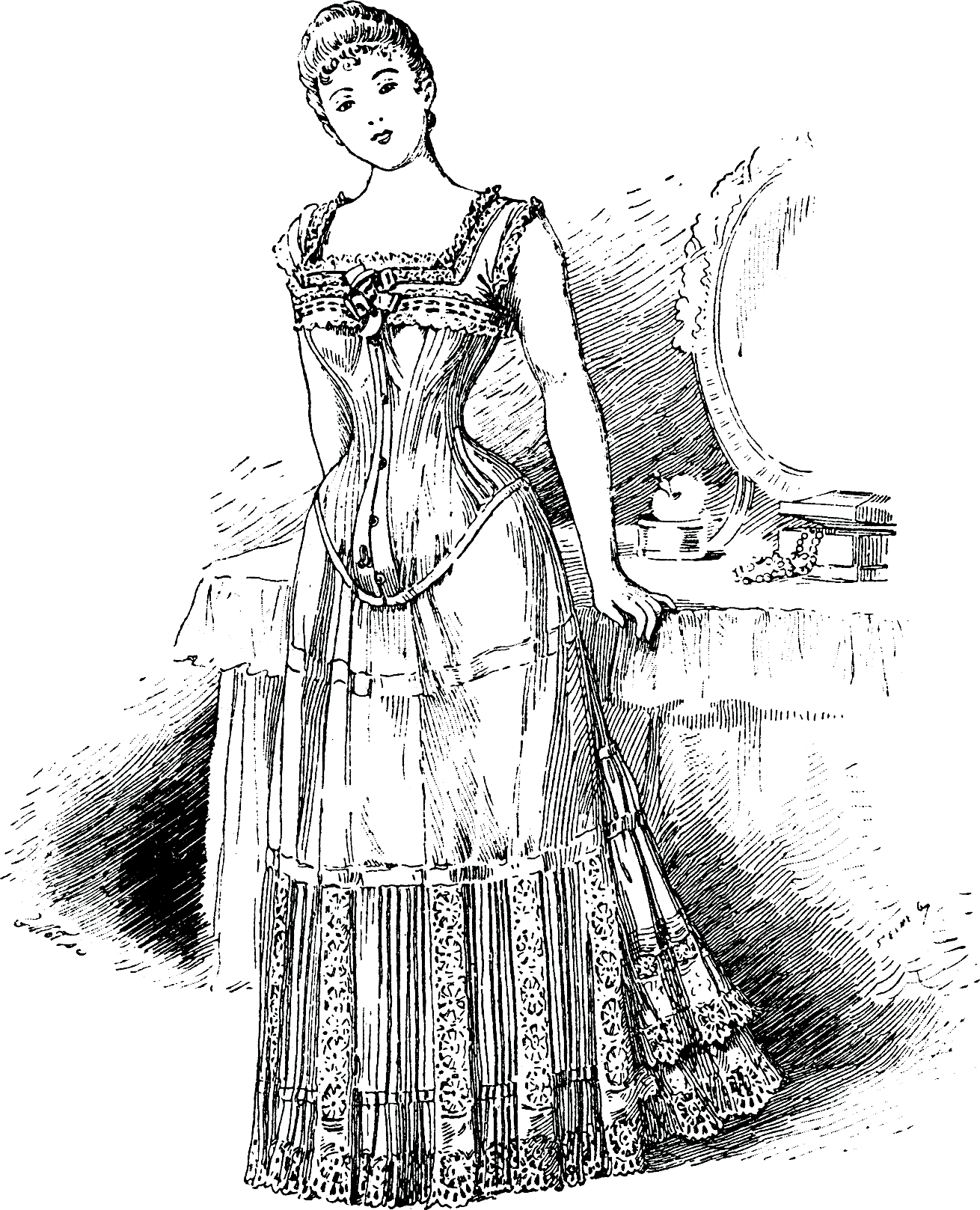
Lekkie pochylenie głowy, lewa ręka oparta o stolik, jakby poszukująca oparcia, rozchylone usta: zachęcenie do kontaktu, uwodzenie i być może skłonność do ulegania. Wyprostowana sylwetka, prosta szyja: sygnał dobrego samopoczucia, dobrej samooceny. Ukryta ręka niesie element tajemnicy i niepokoju, zaciekawia, intryguje

Postawy interpersonalne (przychylność-nieprzychylność, akceptacja, zaufanie itp.) komunikowane są poprzez:
- pochylenie ciała. Podczas konwersacji pochylamy tułów delikatnie ku rozmówcy bądź też odchylamy się lekko od niego. Jest to najczęściej nieświadome zachowanie. Pochylenie się "ku" jest wyrazem sympatii i akceptacji. Odchylanie się do tyłu pojawia się wraz z przeżywaniem niechęci i dezaprobaty bądź też pragnienia zerwania relacji. Podobne znaczenie ma lekkie wysuwanie bądź odsuwanie samej głowy.
- podobieństwo. Podczas konwersacji ludzie mają nieświadomą skłonność do naśladowania swoich postaw. Dzieje się tak wtedy, gdy konwersacja przebiega bezkolizyjnie i jest dla obu stron przyjemna. Takie upodabnianie się postaw, a także gestów i ruchów ciała świadczą o pojawieniu się więzi i sympatii. Brak synchronizacji postaw prowadzi do poczucia, że kontakt jest sztuczny, wymuszony i nieprzyjemny.
- ukierunkowanie ciała. Zazwyczaj ludzie rozmawiają skierowani ku sobie, jednak nie w pozycji "twarzą w twarz", co jest postawą konfrontacyjną (zobacz też: terytorialność). Dlatego zwykle ciała rozmówców zwrócone są ku sobie, ale ustawione są pod pewnym kątem. Gdy kogoś lekceważymy, ignorujemy lub pragniemy uniknąć kontaktu – ustawiamy się bokiem (ramieniem) – tak się dzieje np. w zatłoczonej windzie (więcej na ten temat zobacz: teoria intymności).
- zamkniętą lub otwartą pozycję ciała.

#### Pozycja społeczna

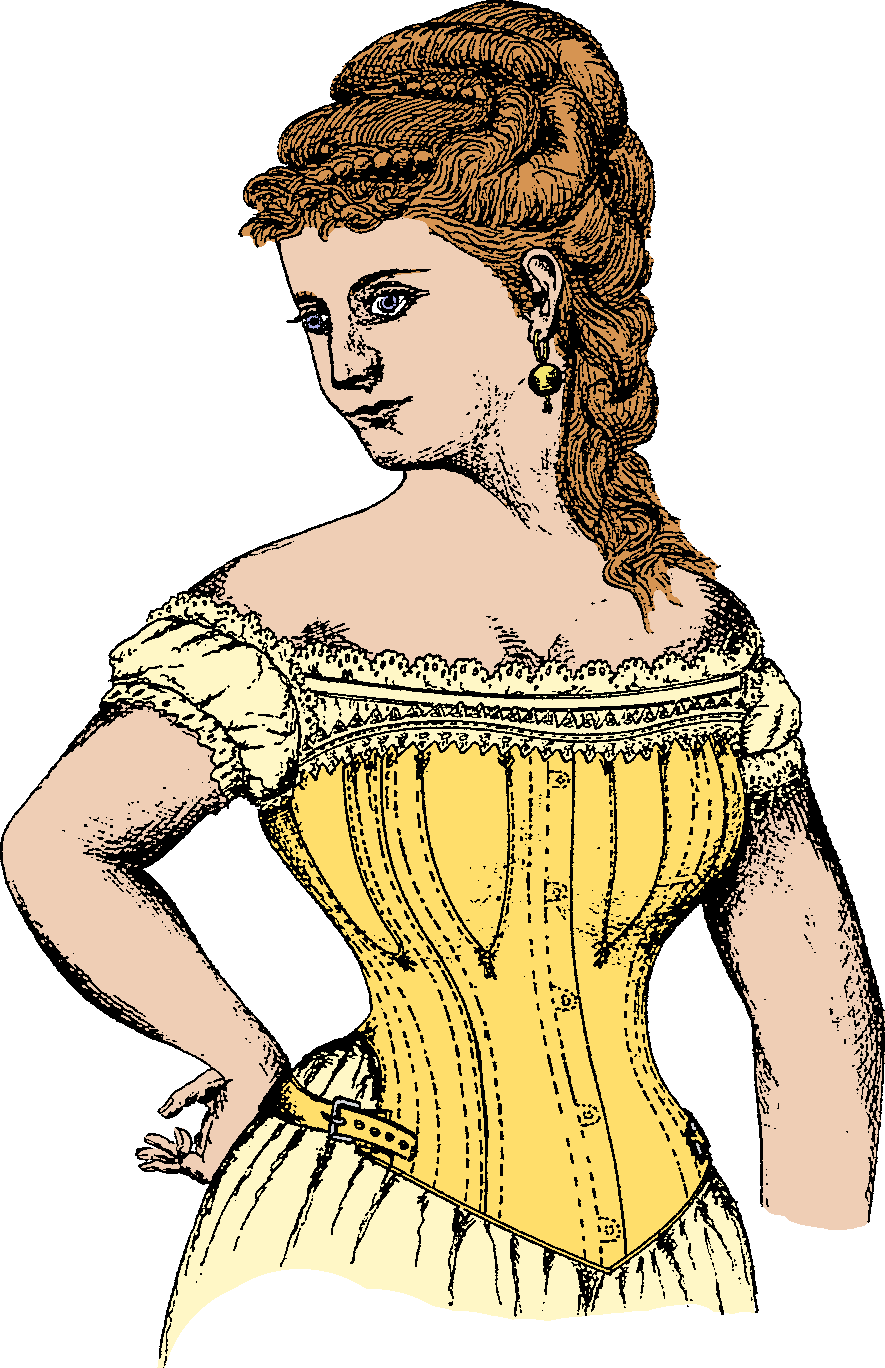
Nonszalancka postawa ciała, zajmująca wiele miejsca (wysunięty łokieć) świadcząca o ustalonej pozycji społecznej i pewności siebie

Postawa ciała jest w dużym stopniu uzależniona od wzorców kulturowych. Wyrażanie szacunku poprzez zgięcie ciała wpół i pochylenie głowy w kulturze japońskiej ma inne znaczenie niż w kulturze zachodniej.
Także w określonych środowiskach obowiązują niepisane normy przybierania postaw ciała. Członkowie gangu, żołnierze, kibice przybierają inne pozycje. W ten sposób postawa ciała ujawnia informacje o pochodzeniu społecznym i przynależności oraz środowisku, w którym wychowała się jednostka.
Wreszcie ciało może informować o pozycji w hierarchii społecznej. Inaczej poruszają się, stoją i siedzą arystokraci, inaczej służący. Charakterystyczny jest krok, którym porusza się władza, przełożony siedzi inaczej niż podwładny.
- Jeśli dwie osoby o różnych pozycjach społecznych rozmawiają ze sobą, to zwykle ta o wyższej pozycji przybiera bardziej rozluźnioną postawę. Jej ciało jest ułożone raczej niesymetrycznie i mogą pojawić się nonszalanckie postawy, np. nogi na stole, ręka w kieszeni lub pod marynarką itp.
- Osoba o niższej pozycji przybiera symetryczne pozy (np. obie ręce na kolanach lub na biurku, a jeśli stoi – ręce wzdłuż tułowia, ewentualnie założone na brzuch, trzymane splecione przed sobą).
- Zwykle osoba o wyższym statusie pierwsza siada i rozmawia siedząc. Osoba o niższym statusie nie siedzi lub siada jako druga, zwykle też pyta (np. wzrokiem) o pozwolenie.
- Osoba o niższej pozycji społecznej stara się zajmować swoją postawą mniej miejsca, np. w odpowiedni sposób zakłada nogę na nogę, trzyma łokcie przy ciele itp.

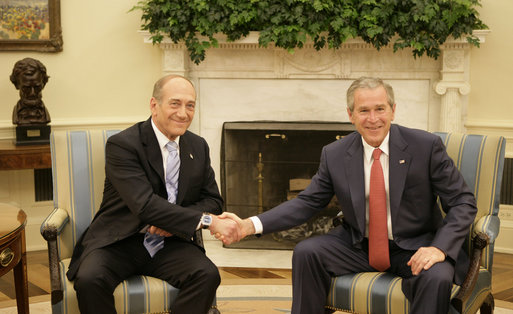
Otwarta i pewna siebie pozycja George'a Busha. Jego szeroki gest, mocno rozstawione nogi, tułów lekko pochylony ku aparatowi i uśmiechnięta twarz wyrażają i budzą sympatię. Bush zajmuje swoją postawą znacznie więcej miejsca niż Ehud Olmert, co sugeruje, że czuje się pewniej. Lewa ręka swobodnie oparta o kolano. Proste plecy i zajmowanie dużej przestrzeni tworzą aurę człowieka pewnego siebie i jednocześnie sympatycznego. Układ krzeseł powoduje, że Olmert musi przyjąć zamkniętą postawę i nachylić się do Busha. Sprawia przez to wrażenie mniej otwartego i dopasowującego się do rozmówcy – ulegającego. Jego ciało z konieczności zajmuje mniej miejsca, co także sugeruje submisję i niższe położenie w hierarchii społecznej. Olmert nie może wyrazić postawą (nachyleniem) sympatii do obserwatorów ze względu na unieruchomioną prawą rękę, w związku z czym mimo uśmiechu i rozstawionych nóg postrzegany jest jako bardziej zamknięty i zdystansowany. Ostatecznie postrzegamy Busha jako gospodarza

#### Samopoczucie

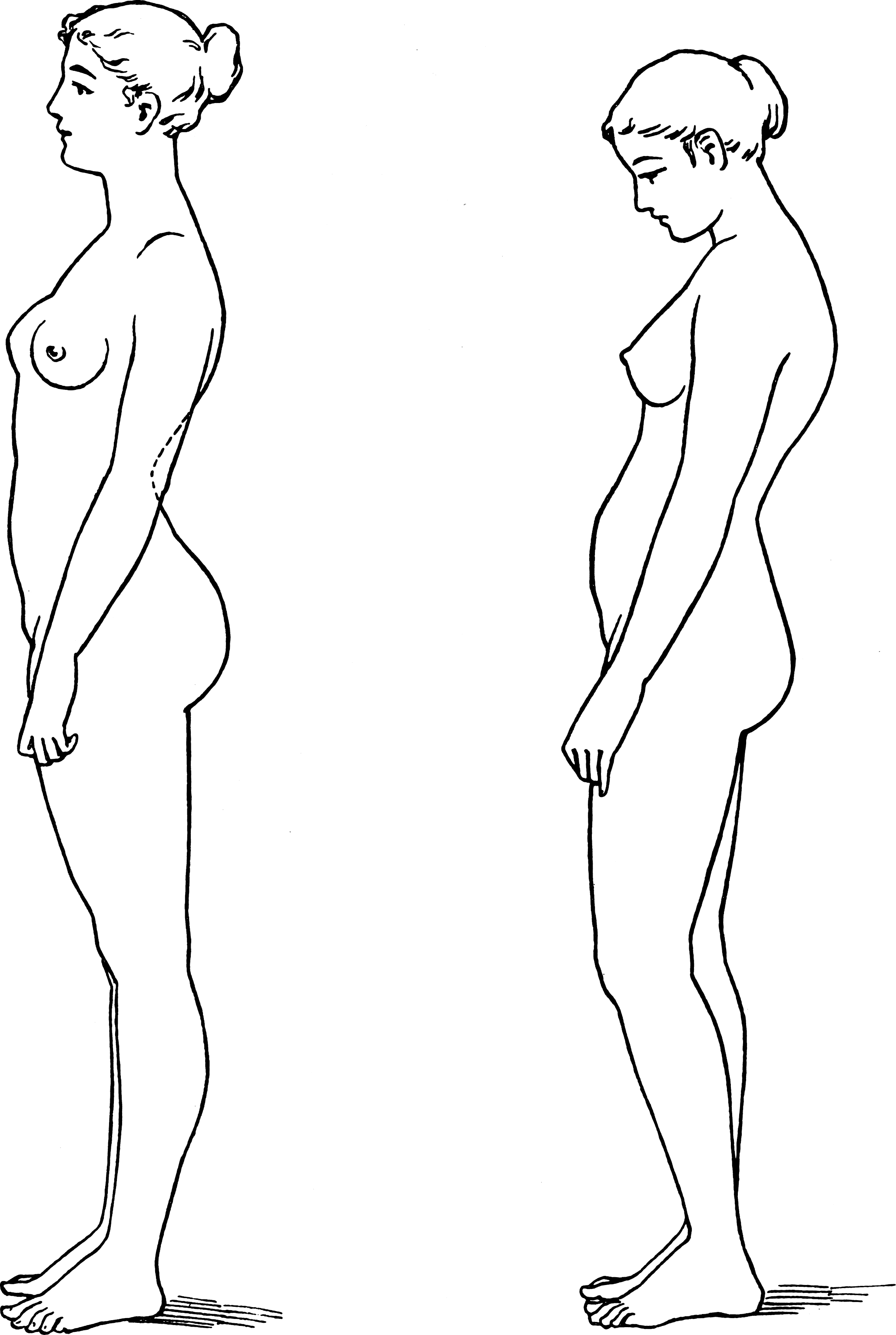
Postawa naenergetyzowana u kobiety z lewej strony jednak z zablokowanymi nogami w kolanach (zobacz dalej – charakter oralny). Przygnębienie w drugiej pozycji: opuszczone ramiona i głowa, spojrzenie w dół, zaokrąglone plecy, unieruchomiona przepona, płytki oddech

Nastrój wpływa na napięcie mięśni, poziom energii, poczucie dobrostanu wewnętrznego. Toteż postawa ciała (np. podniesiona głowa czy zgarbione plecy) uwidacznia aktualny stan psychiczny.
- Przeżywanie stresu objawia się m.in.: zgarbieniem pleców i pochylaniem się ramion ku sobie, skłonnością do przenoszenia ciężaru ciała na palce lub (rzadziej) na pięty, zaciskaniem pośladków i odbytu, zaciskaniem szczęk i ust, zaciskaniem dłoni. Podnosi się także ogólny tonus mięśni, zmniejsza się krążenie obwodowe krwi, co skutkuje oziębieniem się dłoni, stóp, koniuszka nosa, uszu. Zmienia się sposób oddychania: zablokowana jest przepona i ściśnięte mięśnie brzucha, pojawia się skłonność do płytkiego oddechu, podczas którego poruszają się przede wszystkim żebra lub obojczyki.
- Dobre samopoczucie: wyprostowane plecy, podniesienie głowy.
- Złe samopoczucie: zwisające ramiona, patrzenie w dół, pochylona głowa, również przechylona pod kątem w lewo lub w prawo.

W popularnej literaturze przyjęło się interpretowanie postaw ciała zgodnie z założeniami psychoanalizy – np. chronienie piersi czy krzyżowanie nóg miałyby być objawem kompleksów seksualnych. Przekonania te mają jednak bardzo skąpe poparcie w systematycznych badaniach i eksperymentach. Toteż bardziej prawdopodobne jest, że tego typu zachowania odzwierciedlają raczej pewien styl autoprezentacji, np. "człowiek boży", "uwodzicielka", "ekscentryczny artysta", niż nieświadome konflikty i kompleksy.

### Przykładowa analiza postaw ciała
Przed przeczytaniem podpisu zanalizuj zdjęcie poniżej.

### Postawa ciała a trwałe cechy osobowości
Pod pojęciem "postawy ciała" rozumie się niekiedy wygląd ciała. W psychologii istnieje kilka koncepcji wiążących wygląd z trwałymi cechami osoby. Pewne nawykowe pozy również mogą odzwierciedlać stabilne cechy wewnętrzne człowieka.

#### Cechy osobowości
Pewność siebie, otwartość, poczucie bezpieczeństwa wyrażane są poprzez postawę ciała.
- Osoba pewna siebie jest nawykowo bardziej rozluźniona, co objawia się częstym przybieraniem niesymetrycznej postawy zarówno podczas siedzenia jak i stania. Dzieje się tak przede wszystkim w sytuacjach, które nie wymuszają i nie ujednolicają zachowań (zobacz też: konformizm).
- Poczucie bezpieczeństwa wpływa na sposób ułożenia ciała we śnie. Badania potwierdzają tu potoczne przekonania[potrzebny przypis]. Pewne francuskie powiedzenie głosi, że: „Król śpi na plecach, mądry człowiek na boku, a bogacz na brzuchu”. "Królewska pozycja" (ułożenie na plecach, ręce wzdłuż tułowia nogi proste i lekko rozchylone) przybierana jest przez osoby czujące się bezpiecznie. W tej pozycji śpi ok. 12% ludzi. Części "miękkie" (szyja, brzuch, okolice narządów płciowych) nie są osłaniane.

#### Charakter

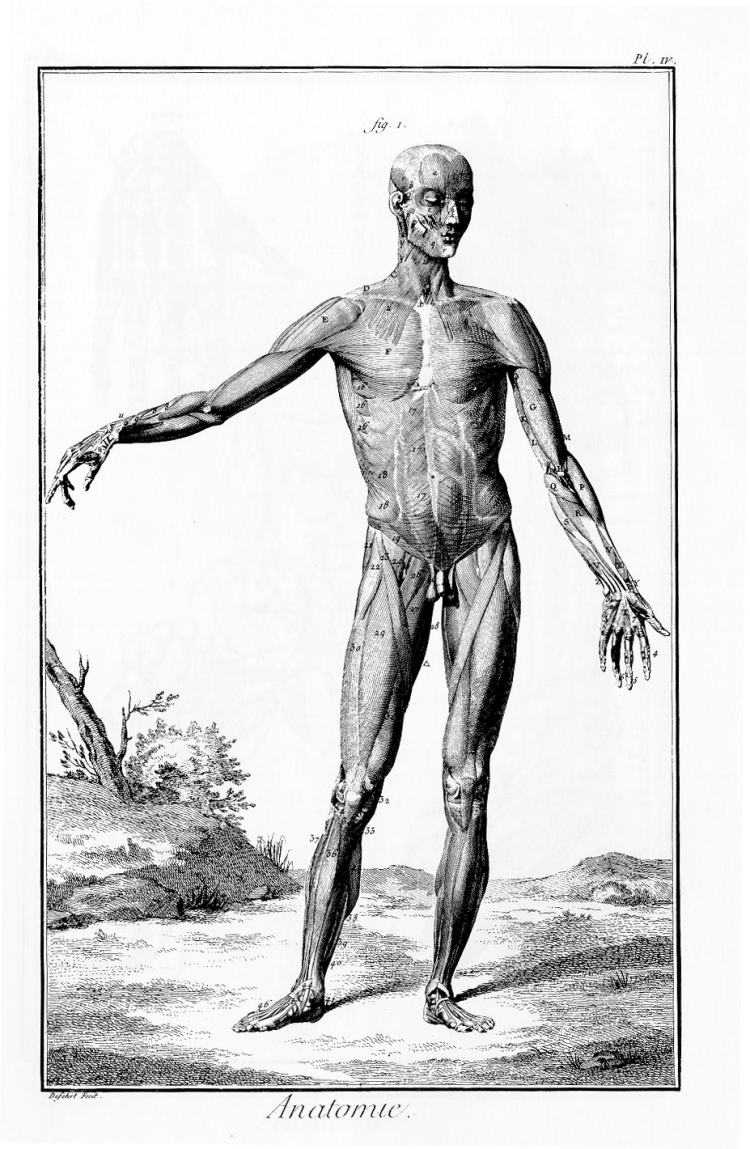
Rycina anatomiczna z wielkiej encyklopedii francuskiej przedstawiająca mięśnie człowieka

Wilhelm Reich, uczeń Freuda jako pierwszy zwrócił uwagę na związek między płytkim oddechem i zablokowanym ruchem oraz trudnościami w doświadczaniu satysfakcji seksualnej a zaburzeniami emocjonalnymi, zwłaszcza nerwicami.
Koncepcję tę rozwijał Alexander Lowen, twórca bioenergetyki. On też jest autorem pojęcia blok mięśniowy. Lowen zauważył, że gdy ludzie nie chcą przeżywać pewnych emocji, to napinają określone partie mięśni. Na przykład gdy chłopiec nie chce płakać, może zacisnąć szczęki, co tłumi łzawienie. W stresie i gniewie napinamy mięśnie wzdłuż kręgosłupa i mięśnie ud, co może się objawiać bólami tych partii ciała, jeśli stres był długotrwały.
Według Lowena pewne napięcia stają się chroniczne: trwają nieprzerwanie, bez względu na okoliczności. Te chroniczne napięcia nazwano blokami mięśniowymi. Pojawiło się także pojęcie "zbroi mięśniowej" jako metafora pancerza, który ma chronić przed doświadczeniem niechcianych emocji.
Blok mięśniowy wpływa zarówno na postawę ciała, jak i sposób poruszania się, a także ogranicza doświadczanie uczuć oraz świadomość, w tym świadomość własnego ciała. (Zobacz też: wyparcie). Określone doświadczenia wpływają na tworzenie specyficznych bloków mięśniowych, a co za tym idzie jego wygląd, budowę i postawę, dzięki czemu można odczytać niektóre przeszłe doświadczenia człowieka odciśnięte w jego ciele, "podobnie jak można odczytać czy lato było ciepłe przez obserwacje słojów drzewa".
Myśl tę przeformułował Stephen Johnson w swojej teorii stylu charakteru. Według Johnsona napięcia mięśniowe pojawią się we wczesnych fazach życia dziecka (zobacz też: rozwój psychoseksualny) i wpływają na specyficzny wygląd ciała. W tych okresach życia dochodzi do kształtowania się określonych właściwości psychicznych człowieka, sposobów myślenia i przeżywania świata, co powoduje że wygląd idzie w parze z określonym charakterem. Tak powstała koncepcja "stylu charakteru".
Według tej teorii istnieją następujące charakterystyczne typy budowy ciała i związane z nimi właściwości psychiczne:
- Charakter schizoidalny – w pierwszych miesiącach po urodzeniu występują silne napięcia w okolicach stawów, co objawia się później bardzo sztywnymi lub wiotkimi stawami. Ciało sprawia wrażenie niedożywionego, kruchego, jest bardzo szczupłe, słabo rozwinięte, często małe. Zauważalny jest płytki oddech, bardzo szczupła klatka piersiowa i mało ruchoma przepona. Obecne są bloki mięśniowe szyi i karku oraz napięcia wokół oczu. Osoby te często mają kłopoty ze wzrokiem i noszą okulary.
  - Osoba o charakterze schizoidalnym czuje się niepewnie w sytuacjach społecznych, ma poczucie, że jest niechciana przez innych. Unika kontaktu fizycznego i nie lubi go, także słabo odczuwa swoje ciało i często jest z niego niezadowolona, źle się w nim czuje. Jest "oderwana od ziemi" co objawia się specyficznym sposobem chodzenia – lekkim, jakby na palcach. Często osoby takie są twórcze i mają rozwinięte myślenie abstrakcyjne.
- Charakter oralny – zapadnięta klatka piersiowa, w której ramiona nachylają się ku sobie, bardzo płytki oddech, zapadnięty brzuch i sztywne kolana. Rzepki kolanowe są podniesione do góry, co powoduje, że nogi są w kolanach jakby wygięte ku tyłowi. Czasem kolana zbiegają się ku sobie ("nogi iksy"), głowa wypchnięta do przodu. Często osoby takie mają słabo rozbudowaną żuchwę, słabe zęby.
  - Ludzie o charakterze oralnym mają skłonność do wchodzenia w relacje skrajnej zależności: uzależniają się łatwo od ludzi, substancji, pewnych czynności (np. gier komputerowych). Mają poczucie, że samodzielnie nie dadzą sobie rady i pragną ciągłej bliskości innych. Zachowują się tak, jakby potrzebowały ciągłej pomocy, wskazówek i wsparcia innych ludzi nawet w drobiazgach. Jednocześnie mają zwykle dobrze rozwinięte umiejętności społeczne. Charakter oralny może objawiać się również zaprzeczaniem potrzebom zależności. Taka osoba żywi przekonane, że nikogo nie potrzebuje do szczęścia, jednocześnie boi się sytuacji zależności od innych i posiadania potrzeb. Przykładem może być alpinista, który przez dwa tygodnie idzie w śniegu i nie odczuwa potrzeby odezwania się do kogoś.
- Charakter narcystyczny (psychopatyczny) – słabe nogi i stopy, złe ugruntowanie (pojęcie zaczerpnięte z bioenergetyki), wyciągnięty ku górze brzuch i rozdęta klatka piersiowa.
  - Osoby takie bardzo boją się poniżenia i ośmieszenia. Pragną dominować i wzbudzać w innych lęk (zobacz też: techniki ingracjacji), chcą kontrolować innych ludzi. Łatwo radzą sobie z trudnymi sytuacjami, ale nie są zdolne do dłuższego zaangażowania i wysiłku. Mają skłonność do wykorzystywania i używania innych.
- Charakter masochistyczny – bardzo silne nogi, rozrośnięte mięśnie ud i tkanka tłuszczowa wokół ud, zaokrąglone, zgarbione plecy, pochylona głowa, fałdy tłuszczowe na karku.
  - Masochiści mają problemy z wolną wolą, czują się pozbawieni spontaniczności i kontrolowani przez innych. Posiadają duży ładunek biernej agresji i oporu. Są bardzo wytrzymałe. Z pozorną pokorą godzą się z przeciwnościami losu, jednocześnie nosząc w sobie dużą porcję stłumionego gniewu.
- Charakter edypalny (sztywny) – ciało lekko pochylone ku przodowi, ramiona ściągnięte do tyłu, wypięta klatka piersiowa, wypięte pośladki. Ciało jest raczej harmonijne, ale z silnie napiętymi, "gotowymi do działania" mięśniami. Niekiedy mówi się także o histerycznej odmianie tego typu budowy ciała (zobacz też: charakter histeryczny) z silnymi napięciami mięśni klatki piersiowej.
  - Osoby takie są w ciągłej aktywności, bez przerwy coś robią, "nie odpuszczają sobie", stawiają na osiągnięcia. Starają się dać z siebie coraz więcej, choć nigdy nie są z siebie zadowolone do końca.

#### Cechy temperamentu
Teorie konstytucjonalne w psychologii (np. Sheldona, Kretschmera) akcentują związek między budową ciała a temperamentem. Już od czasów Hipokratesa uważano, że budowa ciała idzie w parze z temperamentem i podatnością na określone choroby. Te przekonania weszły do wiedzy potocznej – istnieje np. przeświadczenie, że "grubasy są dobrotliwe i ospałe", zaś osoby o atletycznej budowie ciała są bardziej agresywne i aktywne.
Naukowe badania nad związkiem wyglądu ciała i cech temperamentu rozpoczął na początku XX wieku niemiecki psychiatra Ernst Kretschmer. Badał on zależność między budową ciała a zachorowaniami na psychozy. Badania te należą dzisiaj do historii psychologii. Szersze ich omówienie – zobacz teoria konstytucjonalna Kretschmera.
Tu przedstawiona w skrócie zostanie teoria Williama Sheldona, najlepiej osadzona w systematycznych badaniach naukowych. Sheldon wyróżnił trzy "wymiary" budowy ciała (nazwał je "typami somatycznymi"), które u różnych ludzi mogą przybierać różne natężenie:
- Endomorfia – ciało miękkie, zaokrąglona figura, słaby rozwój kości i mięśni, niski stosunek powierzchni ciała do jego masy. Silnie rozwinięte są narządy trawienne, które rozwijają się z endodermy embrionu – stąd nazwa.
  - Endomorfia koreluje dodatnio z właściwościami temperamentu, które Sheldon nazwał wiscerotonią. Ten wymiar temperamentu objawia się skłonnością do komfortu, towarzyskością, pożądaniem pokarmu, ludzi i uczucia. Osoby takie mają rozluźnioną postawę ciała, powoli reagują, są zrównoważone, raczej łatwe we współżyciu i tolerancyjne. W chwilach stresu i napięcia poszukują towarzystwa innych ludzi.
- Mezomorfia – budowa ciała jest mocna i kanciasta, dominują mięśnie i kości. Ciało jest silne i twarde, odporne na uszkodzenia i dostosowane do wysiłku fizycznego. Ten typ ciała rozwija się z mezodermy.
  - Mezomorfia koreluje z cechami temperamentu, które nazwano somatotonią. Objawia się ona skłonnością do przygód i ryzyka, silną potrzebą ćwiczeń mięśniowych i intensywnej aktywności fizycznej. Osoby takie charakteryzują się stosunkowo silną agresją, niewrażliwością na uczucia innych, skłonnością do dominacji, władzy i działania.
- Ektomorfia – smukłe i wątłe ciało, płaska pierś, delikatność. Zwykle takie osoby są chude i słabo umięśnione, niezdolne do długotrwałego wysiłku fizycznego. Duża powierzchnia ciała w stosunku do jego masy. Największy jest mózg i ośrodkowy układ nerwowy. Powstaje z ektodermy.
  - Ektomorfia idzie w parze z cerebrotonią, objawiającą się skrępowaniem, nieśmiałością, zahamowaniem, lękiem przed ludźmi. Reakcje tych osób są zbyt szybkie, sen zły. W chwilach stresu i napięcia unikają ludzi.

Niektórzy badacze twierdzili, że silne związki między budową ciała a typem temperamentu są związane z niedociągnięciami metodologicznymi i faktycznie związek ten jest niższy niż wykazał to Sheldon

## Wygląd ciała a autorytet i atrakcyjność

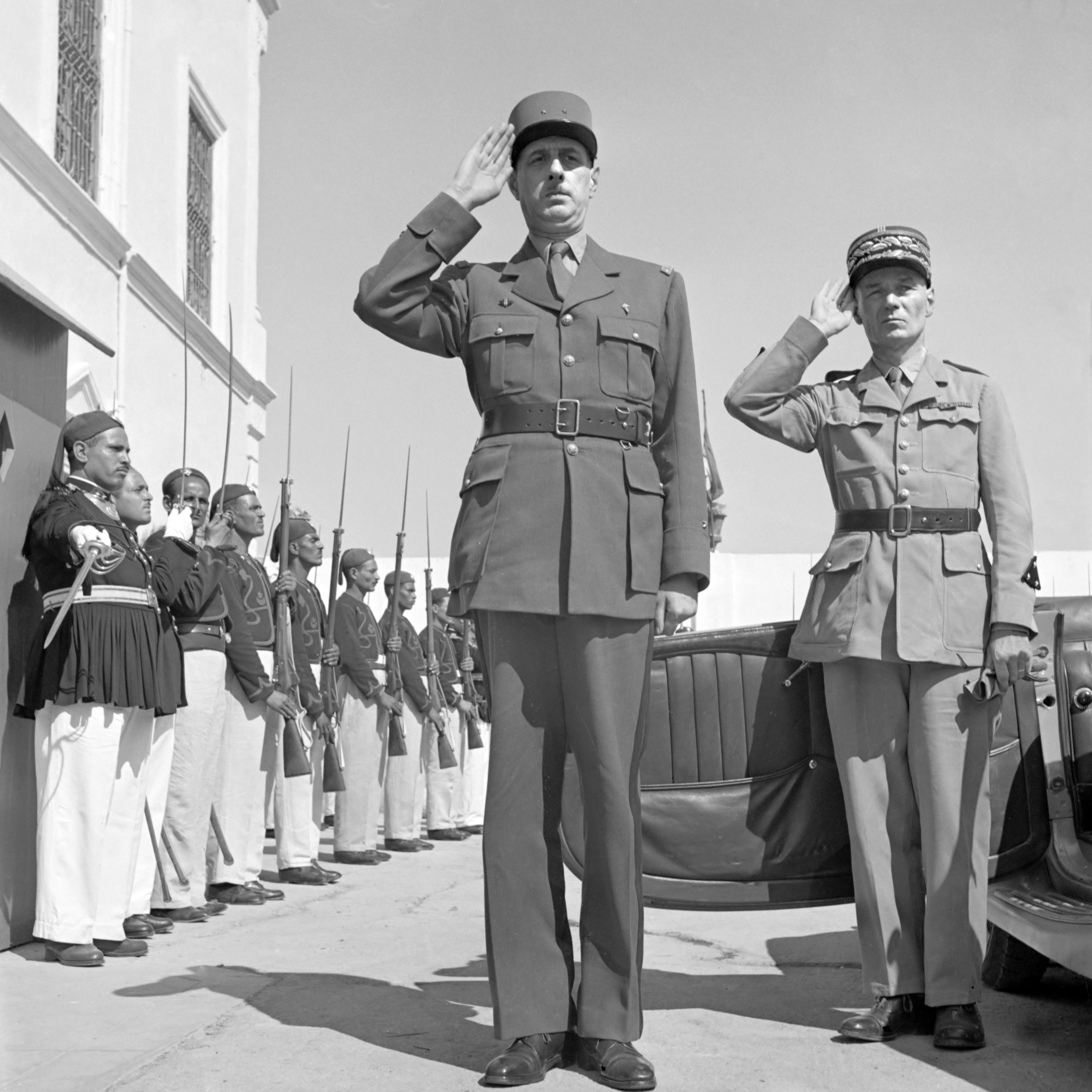
Wzrost istotnie koreluje z postrzeganiem danej osoby jako autorytetu

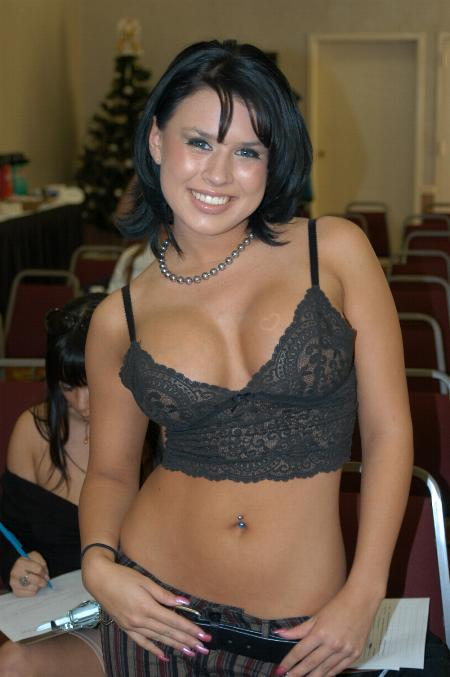
Biodra szersze niż talia

Wielkość ciała, a zwłaszcza wzrost jest ważnym czynnikiem wpływającym na spostrzeganie danej osoby jako autorytetu oraz skłonności do ulegania jej (zobacz też: wpływ autorytetu).
Mężczyźni znacznie więcej czasu poświęcają na kształtowanie mięśni klatki piersiowej i ramion, kobiety zaś na ćwiczenie mięśni ud i pasa biodrowego. Jest to związane z dążeniem do atrakcyjności interpersonalnej, której jednym z istotnych składowych jest atrakcyjność fizyczna.
Atrakcyjne męskie ciało to takie, w którym ramiona są szersze niż biodra, natomiast wzór żeńskiej urody zawiera odpowiedni stosunek obwodu bioder do obwodu talii. Talia musi być węższa, jednak niezbyt wąska. Spostrzegana atrakcyjność takich sylwetek ciała jest związana z ewolucyjnym uwarunkowaniem preferencji w wyborze partnera i ilością hormonów płciowych – testosteronu i estrogenów.